# Alabastersaal

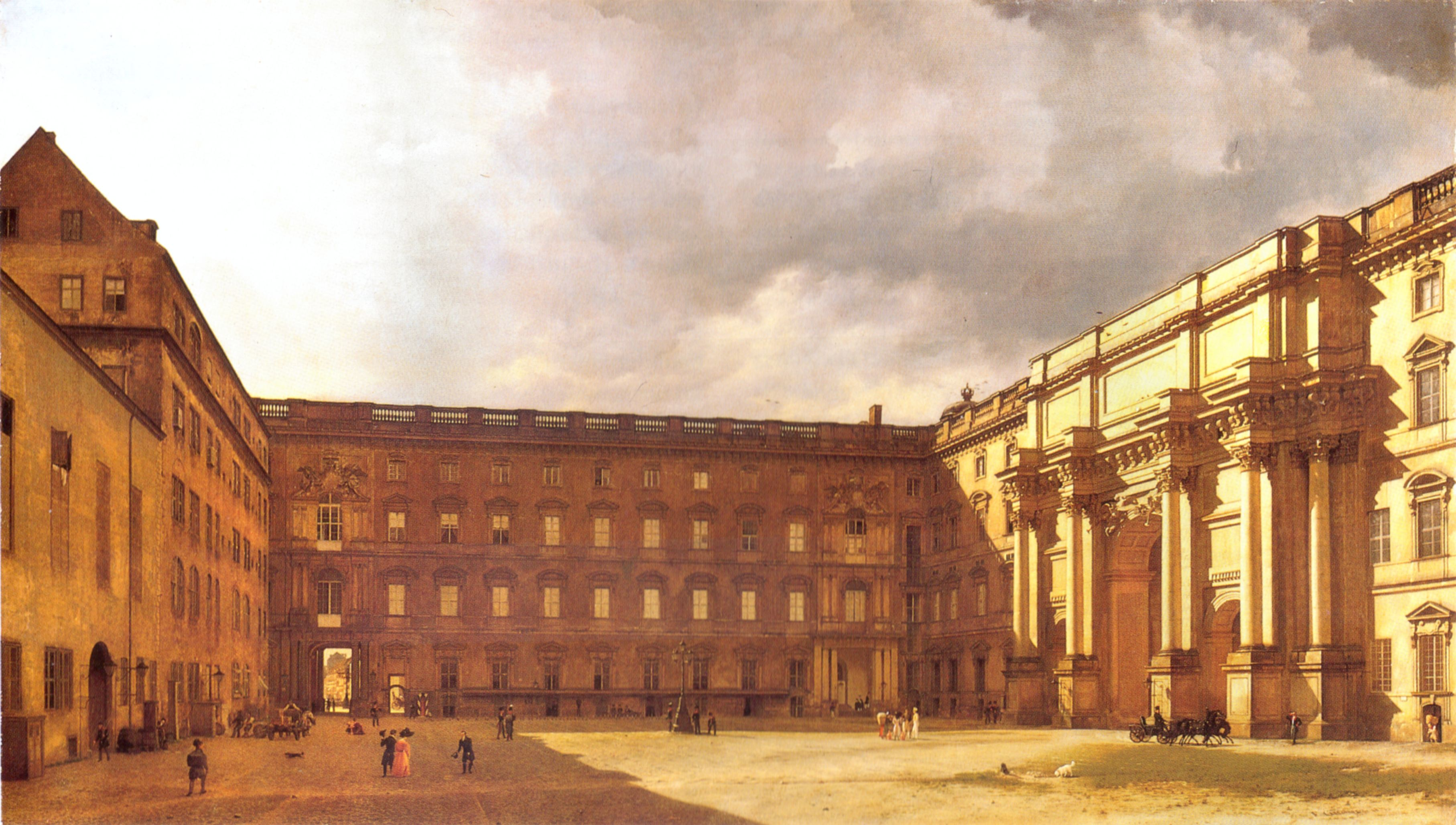
Eosanderhof des Berliner Schlosses, Ölgemälde von Eduard Gaertner, 1830. Die vier vermauerten Fenster ganz links gehörten zum Alabestersaal.

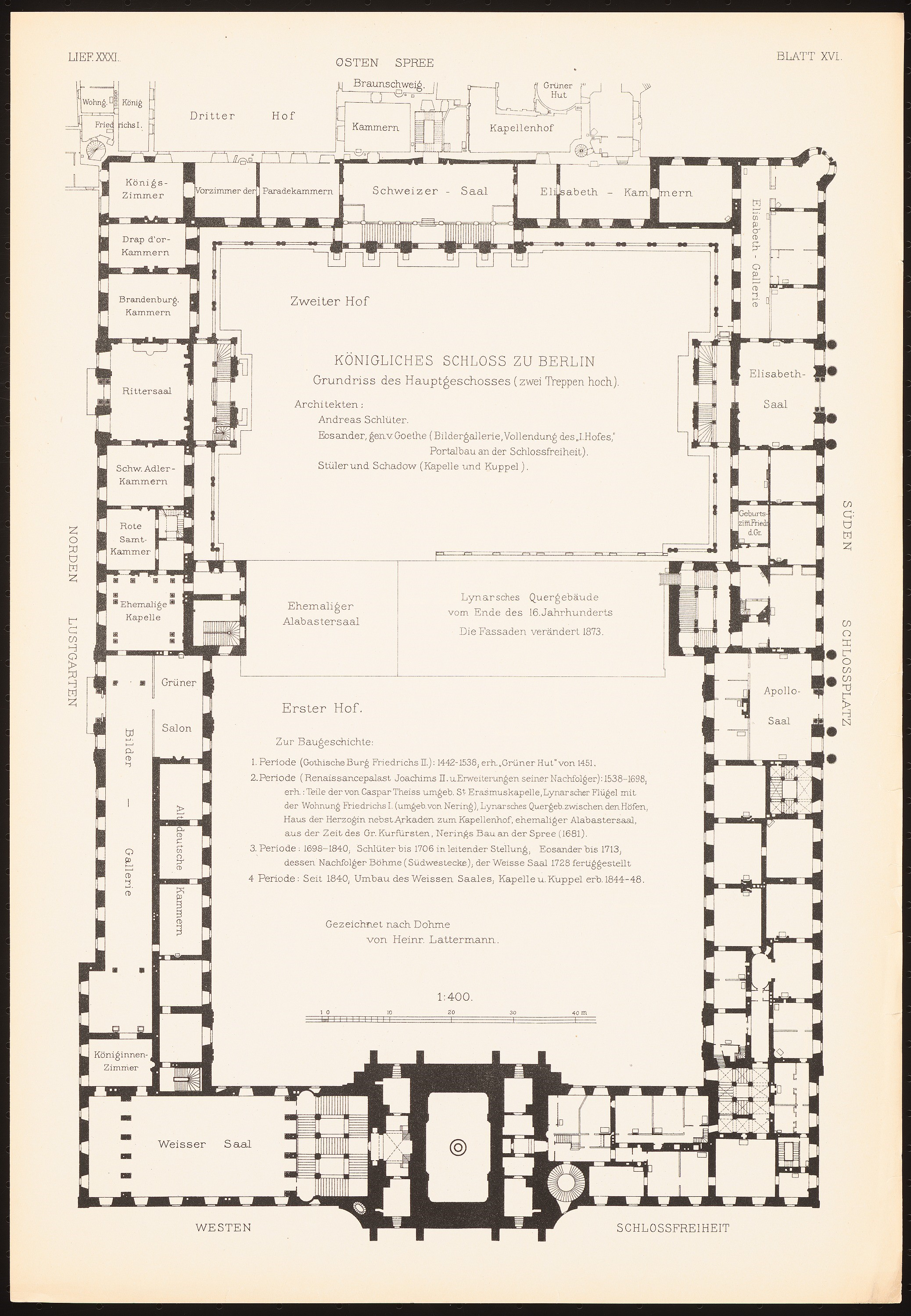
Grundriss des Hauptgeschosses, 1875. Der Alabastersaal lag im niedrigeren Querflügel zwischen den großen Höfen.

Der Alabastersaal war ein im Stile des Hochbarock angelegter Saal im Berliner Schloss für repräsentative Empfänge und Feste. Entgegen seiner Bezeichnung war er aus weißem Stuck und Marmor ausgeführt und nicht aus Alabaster.

## Geschichte
Der Alabastersaal wurde zwischen 1681 und 1685 vom Hofbaumeister Michael Mathias Smids angelegt und ersetzte den Langen Saal an der Schloßplatzseite, der den Erfordernissen eines repräsentativen Saales nicht mehr entsprach. Der neue Saal befand sich im 1. Obergeschoss zwischen dem Quergebäude im Schlosshof und dem Lustgartenflügel. Der Alabastersaal wurde mit der Sprengung des Schlosses 1950 endgültig zerstört. Von der Wandarchitektur blieben Einzelstücke erhalten.

## Ausstattung
Der Saal hatte eine Grundfläche von 25 × 16 m. Die Seitenwände waren durch korinthische Pilaster gegliedert, die die Fenster rahmten und in den Nischen jeweils sechs Statuen von bisherigen brandenburgischen Kurfürsten aufnahmen. Die Stirnseiten gliederten sich durch korinthische Doppelsäulen zwischen denen die Standbilder von Cäsar, Alexander der Große, Karl der Große und Rudolf von Habsburg aufgestellt waren. An der Decke befanden sich Darstellungen der Fortuna und der Providentia. In den Ecken der Decke waren Darstellungen der vier Künste Architektur, Bildhauerei, Malerei und Festungsbau angebracht.